# Tonneau de terre

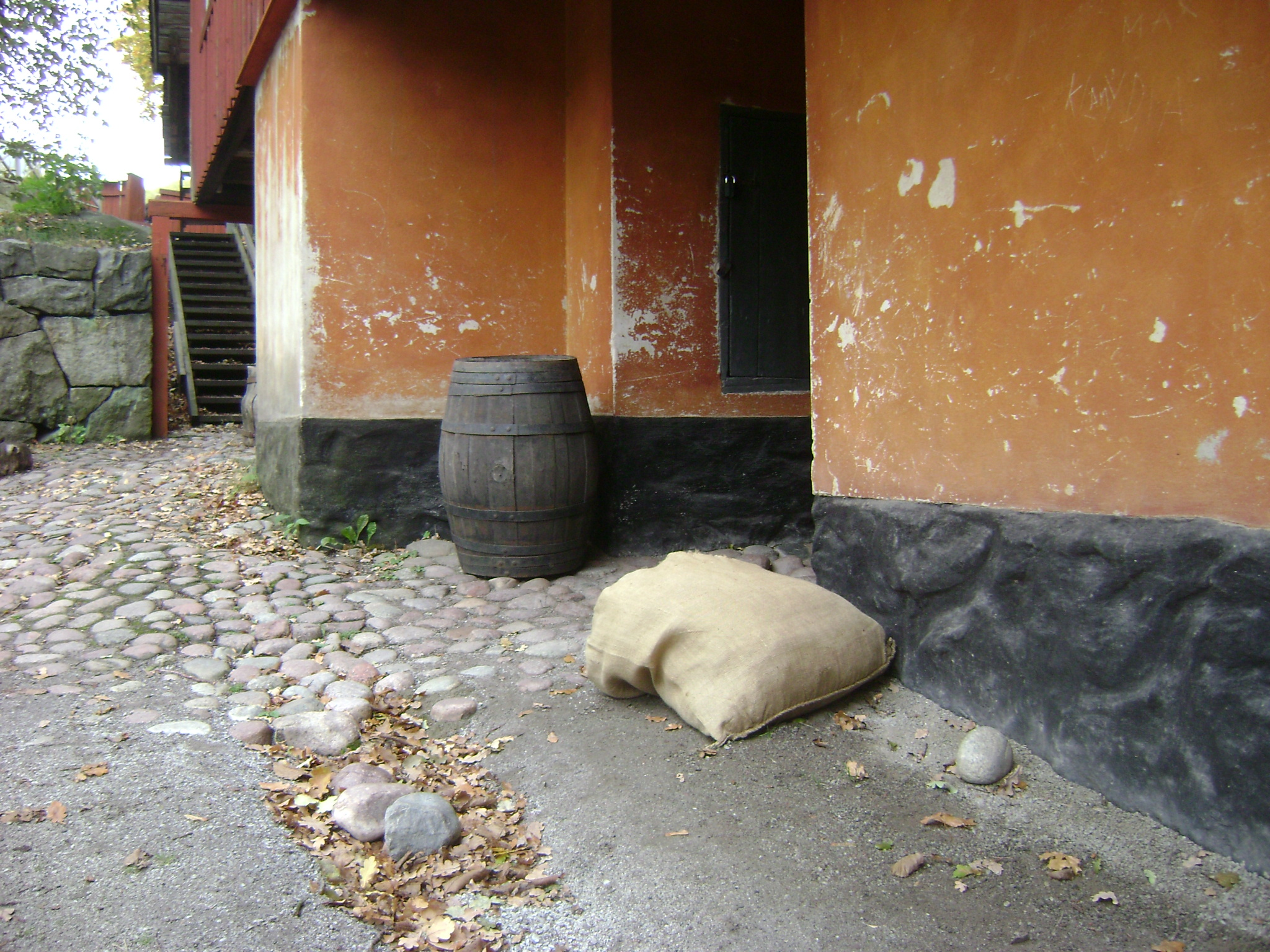
Un tonneau dans un musée suédois.

Un tonneau de terre (danois : tønde land, norvégien : tønneland, suédois : tunnland, finnois : tynnyrinala) est une ancienne unité de mesure de surface scandinave. Le terme pourrait provenir de la superficie de champs que l'on pouvait ensemencer avec un tonneau de graines. L'acre est l'unité équivalente anglo-saxonne. Étant donné que la taille des tonneaux variait selon les pays, l'unité de surface varie également. Un tonneau mesure approximativement un demi-hectare.

## Par pays

### Danemark
Au Danemark, le tønde est utilisé comme unité de surface officielle jusqu'à l'introduction du système métrique en 1907. Un tønde se divise en 8 skæpper, une skæppe se divise en 4 fjerdingkar et un fjerdingkar en 3 album.

### Norvège
Un tønneland se divise en 4 mål. De nos jours, un mål correspond à 1 000 mètres carrés dans le langage courant.

### Suède
L'unité est officiellement arpentée et standardisée dans les années 1630, et fixée à 14 000 coudées carrées suédoises, soit 56 000 pieds carrés suédois. Un tunnland se divise en 56 kannland, 32 kappland, 6 skäppland ou 2 lopsland.

### Finlande
En Finlande, les unités suédoises officiellement définies dans les années 1630 sont utilisées, mais avec des noms finnois : un tynnyrinala (tunnland) correspond à 32 kapanala (kappland) ou 2 panninala (lopsland).

## En unités modernes
- Tønde land danois : 5 516,2 m2 (soit environ 5 516,2 m2 (1,36 acre))
- Tønneland norvégien : 3 939 m2 (soit environ 3 939 m2 (0,97 acre))
- Tunnland suédois : 4 936,38 m2 (soit environ 4 936,38 m2 (1,22 acre))
- Tynnyrinala finnois : 4 936,38 m2 (soit environ 4 936,38 m2 (1,22 acre))